# Muhammad Ihab Maghawiri Muhammad Hidżab
Muhammad Ihab Maghawiri Muhammad Hidżab (arab. محمد ايهاب مغاورى محمد حجاب; ur. 19 lipca 1998) – egipski zapaśnik walczący w stylu wolnym. Brązowy medalista mistrzostw Afryki w 2016. Szósty na igrzyskach olimpijskich młodzieży w 2014.